# تامپره
تامپره (در زبان فنلاندی: Tampere، در سوئدی: Tammerfors)‏ (تلفظ فنلاندی: [ˈtɑmpere] ()) شهری در کشور فنلاند و پایتخت منطقه‌‌ی پیرکانما است. این شهر در منطقه دریاچه‌های فنلاند واقع شده است. جمعیت تامپره تقریباً ۲۶۰،۰۰۰ نفر است، در حالی که منطقه شهری آن تقریباً ۴۲۴،۰۰۰ نفر جمعیت دارد. این شهر سومین شهر پرجمعیت فنلاند و دومین منطقه شهری پرجمعیت این کشور پس از منطقه شهری هلسینکی بزرگ است.

## جستارهای ویژه
- فهرست شهرهای فنلاند